# Kỳ giông núi Caddo
Kỳ giông núi Caddo, tên khoa học Plethodon caddoensis, là một loài kỳ giông trong họ Plethodontidae. Chúng là loài đặc hữu của miền đông Bắc Mỹ.
Các môi trường sống tự nhiên của chúng là các khu rừng ôn hòa, vùng nhiều đá, và hang.
Nó bị đe dọa do mất môi trường sống.